# فیورویو، کنتاکی
فیورویو (به انگلیسی: Fairview) یک منطقهٔ مسکونی در ایالات متحده آمریکا است که در شهرستان تاد، کنتاکی واقع شده‌است. فیورویو ۳٫۱ کیلومتر مربع مساحت و ۲۸۶ نفر جمعیت دارد و ۱۹۵ متر بالاتر از سطح دریا واقع شده‌است.